# 魏寨街道
魏寨街道，是中华人民共和国陕西省西安市长安区下辖的一个街道办事处。
2011年，陕西省民政厅批复同意撤销魏寨乡建制，设立魏寨街道办事处。

## 行政区划
魏寨街道下辖以下地区：
魏寨村、李家窑村、崔家街村、辛尚坡村、白庙村、古刘村、耶柿村、侯一村、侯二村、彭村、蚕姑沟村、长沟村、老垇庄村、朱村和西坡村。。